# Echelide
Echelide (in greco antico: Ἐχελίδαι?, Echelídai) era un centro abitato dell'Attica situato a sud-ovest di Atene, a nord della moderna Neofaliron, vicino alla foce del fiume Cefiso.
La località prende il nome dall'eroe Echelo, che era qui venerato insieme alla ninfa Iasile. All'inizio questa denominazione identificava una parte del demo di Xipete, ma in seguito è stata assegnata ad una zona a nord-est del Pireo, vicino ad una zona paludosa. Possedeva un ippodromo lungo otto stadi, poi trasferito al Falero, citato anche da Demostene.
È stata trovata sul luogo un'iscrizione che menzionava Dioniso Ippodromio in riferimento ad un tempio del dio che si trovava nei pressi dell'edificio sportivo.